# The One You Know
The One You Know – pierwszy singel amerykańskiego zespołu muzycznego Alice in Chains, promujący szósty album studyjny Rainier Fog, opublikowany 24 sierpnia 2018 nakładem wytwórni BMG. 3 maja utwór został zaprezentowany za pośrednictwem oficjalnego konta grupy w serwisie YouTube. Autorem tekstu i kompozytorem jest Jerry Cantrell. Czas trwania wynosi 4 minuty i 49 sekund, co sprawia, że kompozycja należy do jednej z krótszych wchodzących w skład płyty.

## Analiza
Zapytany o liryczną inspirację utworu, Jerry Cantrell przyznał podczas sesji The Sound Lounge dla rozgłośni radiowej 101WKQX’s: „To zawsze jest dla mnie naprawdę trudne, wytłumaczyć, co to jest. Bo wolę raczej, żebyś ty mi powiedział… i nawet nie powiedział – cokolwiek by to było dla ciebie. I jestem też trochę samolubny – więc lubię niekiedy zachować w środku siebie to, co dla mnie. Fajna część pisania piosenek i wyzwanie tworzenia polega na tym, aby przekształcić coś personalnego, osobistego, co jest wewnątrz nas i sprawić, że będzie ono uniwersalnie możliwe do przetłumaczenia dla wszystkich. Wszyscy jesteśmy istotami ludzkimi, więc nie jesteśmy aż tak odlegli od siebie i wszyscy jesteśmy prawie tacy sami, zasadniczo. Więc jeśli ty coś czujesz i uwolnisz to z siebie w niezbyt sprecyzowany sposób, to myślę, że ludziom będzie łatwiej to zrozumieć na ich własny sposób”.
William DuVall odnosząc się do interpretacji warstwy lirycznej, przyznał w rozmowie z brytyjskim tygodnikiem „Kerrang!”, że „niektóre rzeczy nie zawsze są takie, na jakie wyglądają”.
Komentując warstwę brzmieniową kompozycji, Cantrell w trakcie rozmowy z rozgłośnią SiriusXM powiedział: „Jest naprawdę agresywna [piosenka], ma super intensywny riff. Myślałem trochę o kimś w rodzaju [Davida] Bowiego, kiedy ją pisałem. Więc, to prawie jak metalowa wersja «Fame». To dobry agresywny riff, i posiada klasyczny refren Alice in Chains, z dziwną, nienaturalną środkową partią”. W wywiadzie dla „Rolling Stone’a” muzyk stwierdził, że riff „The One You Know” nie brzmi tak jak ten do „Fame”, lecz stanowił on pewną inspirację. 

## Teledysk
Oficjalna premiera teledysku w reżyserii Adama Masona odbyła się 3 maja na kanale zespołu w serwisie YouTube. Wideoklip charakteryzuje się psychodelicznym klimatem z przeciwstawnymi czerwonymi i zielonymi schematami kolorów oraz ziarnistymi efektami wizualnymi przedstawiającymi między innymi motyw mikrobiologiczny. W wideoklipie gościnnie wystąpili aktorzy Paul Sloan, Viktoriya Dov i znany z filmu Sztorm (1996, reż. Ridley Scott) Eric Michael Cole.

## Wydanie
Premiera „The One You Know” odbyła się 3 maja za pośrednictwem mediów strumieniowych – Amazon Music, Apple Music, Deezer, Google Play, iTunes, Spotify i YouTube.

## Odbiór

### Krytyczny
Polly Glass z magazynu „Classic Rock” napisała w swojej recenzji, że „The One You Know” jest „nieodpartą mieszanką gromiących gitarowych sieci, mglistych grunge’owych plam i charyzmatycznych partii wokalnych”. Szymon Kubicki z magazynu „Gitarzysta” zwrócił uwagę na „mielące, sludge’owe gitary przeplatające się z lirycznym refrenem”, które jego zdaniem tworzą „interesującą mieszankę wściekłości i delikatności”. Brian Ives z Loudwire, dyszące gitary i uderzający rytm „The One You Know” porównuje do kompozycji „Grind” z 1995. Joe Daly z branżowego pisma „Metal Hammer” wyróżnił dudniące gitary, bujny, podwójny wokal i chłodną progresję melodyczną. Steve Appleford z „Rolling Stone’a”, główny riff utworu opisuje jako „napięty i mielący”.

### Komercyjny
19 maja singel zadebiutował na 33. pozycji zestawienia Mainstream Rock Songs. 21 lipca, po ośmiu tygodniach obecności, uplasował się na 9. lokacie. „The One You Know” dotarł również do 36. miejsca listy Hot Rock Songs i 27. Rock Airplay. W zestawieniu Mexico Ingles Airplay osiągnął 40. lokatę. 9 czerwca singel dotarł do 1. miejsca holenderskiego notowania Free40 Alternative Songs.
Utwór odnotował także czołowe lokaty na listach najlepiej sprzedawanych singli, opracowanych przez tygodnik „Billboard” – 10. miejsce na Alternative Digital Song Sales, 2. na Hard Rock Digital Song Sales i 13. na Rock Digital Song Sales.

## Utwór na koncertach
Premiera koncertowa „The One You Know”  miała miejsce 4 maja 2018 podczas występu Alice in Chains w Concord w ramach festiwalu Carolina Rebellion. 15 maja Cantrell i DuVall wykonali akustyczną wersję utworu podczas mini koncertu The Sound Lounge w Chicago. Obecnie kompozycja regularnie prezentowana jest na koncertach zespołu.

## Lista utworów na singlu
digital download:
| Nr | Tytuł utworu       | Autorzy        | Długość |
| -- | ------------------ | -------------- | ------- |
| 1. | „The One You Know” | Jerry Cantrell | 4:49    |

## Personel
Opracowano na podstawie materiału źródłowego:
|  | Alice in Chains - William DuVall – śpiew, gitara rytmiczna, wokal wspierający - Jerry Cantrell – śpiew, gitara prowadząca - Mike Inez – gitara basowa - Sean Kinney – perkusja | Produkcja - Producent muzyczny: Nick Raskulinecz - Inżynier dźwięku: Paul Figueroa - Miksowanie: Joe Barresi w JHOC Studios, Pasadena |

## Notowania
| Lista (2018)                                 | Pozycja |
| -------------------------------------------- | ------- |
| Billboard Hot Rock Songs (Stany Zjednoczone) | 36      |
| Billboard Rock Airplay (Stany Zjednoczone)   | 27      |
| Free40 Alternative Songs (Holandia)          | 1       |
| Mainstream Rock Songs (Stany Zjednoczone)    | 9       |
| Mexico Ingles Airplay (Stany Zjednoczone)    | 40      |